# Йохан фон дер Асебург
Йохан фон дер Асебург (на немски: Johann von der Asseburg; Johann VIII von der Asseburg; Hans von der Asseburg; * пр. 1512; † 17 май 1567, Кашау/Кошице) от благородническия род Асебург от Брауншвайг, е господар на Асебург (на хълма Асе, близо до Волфенбютел), Найндорф, Пезкендорф, Гунслебен, Валхаузен и на част от Фалкенщайн. Той е императорски фелдобрист/полковник, оберхауптман в Тюрингия и ритмайстер в Курфюрство Бранденбург.

## Биография
Той е единствен син на Лудвиг фон дер Асебург цу Найндорф, Пезекендорф и Фалкенщайн († пр. 15 април 1517) и съпругата му Гизела фон Даненберг, дъщеря на Хайнрих фон Даненберг († 1489) и Катарина фон Хойм. Той има три сестри Марта († сл. 1576), Мария († сл. 1579) и Катарина († сл. 1531/сл. 1542).
През 1547 г. Йохан започва военна служба при курфюрст Мориц от Саксония. През 1552 г. той завежда при маркграф Йохан фон Бранденбург-Кюстрин по негово нареждане 500 коне и добре въоръжени стрелци. Става командир на тази трупа и на 2 юни в Кюстрин е номиниран на курбранденбургски ритмайстер и получава 2500 талера за времето когато не воюва (вартегелд).
През 1566 г. Йохан става оберхауптман в Тюрингия. Като императорски полковник участва във войната против турците.
Йохан фон дер Асебург е убит на 17 май 1567 г. при Кашау/Кошице на ок. 55 години и е погребан там.

## Фамилия
Йохан фон дер Асебург се жени 1538 г. за Клара фон Крам (* ок. 1522; † 13 юли 1579, Щасфурт), дъщеря на Ашвин IV (Аше) фон Крам цу Оелбер, ландскнехтфюрер († 1528) и Маргарета фон Бранденщайн. Те имат десет деца: 
- Анна фон дер Асебург (* 1539; † 1 юли 1543)
- Катарина фон дер Асебург (* 1541; † сл. 1570), омъжена за Кристоф фон Трота
- Мария фон Асебург (* 1543; † 1613), омъжена I. за Гебхард фон Бортфелд, II. ок. 1583 г. за Георг фон Витцтум-Екщет (* 1551; † 28 февруари 1605, Лайпциг)
- Гизела фон дер Асебург († сл. 1582), омъжена за Ханс Гебхард фон Хойм († пр. 1582)
- Август фон дер Асебург, цу Фалкенщайн, Найндорф (* 18 януари 1545, Ампфурт; † 6 август 1604, Найндорф), брауншвайгски съветник, домхер в Магдебург, женен I. 1574 г. за Гертруд фон Велтхайм († 1575), II. 1577 г. в Найндорф за Елизабет фон Алвенслебен (* 1552, Шермке; † 21 декември 1609, Найндорф), дъщеря на Лудолф X фон Алвенслебен (1511 – 1596) и Барта/Берта фон Бартенслебен (1514 – 1587)
- Лудвиг фон дер Асебург (* 16 юли 1546, Найндорф; † 21 август 1633, Шермке), магдебургски съветник, женен I. януари 1575 г. за Анна Гертруд фон Вестфален цу Лихтенау (* 20 септември 1556; † 30 декември 1623, Валхаузен), II. 1625 г. за Сибила фон Шпитцнас († 1649)
- Аше фон дер Асебург (* 1548; † 7 октомври 1580, Шермк, застрелян от слугата му), женен 17 декември 1579 г. за Анна фон Щайнберг, 'Златното дете' († сл. 1612)
- Ханс Ернст фон дер Асебург († 1612), бранденбургски съветник, женен I. за Магдалена фон Бортфелд († 1580), II. на 2 юни 1583 г. за Илза фон Квитцов (* 15 май 1562; † 16 август 1625)
- Маргарета фон дер Асебург (* 25 май 1541; † 24 декември 1606, Алвенслебен), омъжена на 9 ноември 1569 г. в Еркслебен за Йоахим I фон Алвенслебен (* 7 април 1514; † 12 февруари 1588), хуманист, учен и реформатор, син на Гебхард XVII фон Алвенслебен (1477 – 1541) и Фредеке фон Венден (1488 – 1551)
- Анна фон дер Асебург († 1592), омъжена за Ханс Хартман фон Ерфа († 21 юни 1610 Целе)

Йохан фон дер Асебург е прародител на четирите главни линии на неговия род:
- Линия Фалкенщайн и Найндорф
- Линия Шермке, Валхаузен и Хиненбург
- Линия Ампфурт, Егенщет и Гунслебен
- Линия Байернаумбург, Пезекендорф и Ной-Асебург

## Галерия
- Дворец Ампфурт
- Дворец Валхаузен (Хелме)
- Дворец Найндорф
- Замък Фалкенщайн (Харц)